# Oshikawa Masayoshi
Oshikawa Masayoshi est un nom japonais traditionnel ; le nom de famille (ou le nom d'école), Oshikawa, précède donc le prénom (ou le nom d'artiste).
Oshikawa Masayoshi (押川 方義, Oshikawa Masayoshi) (17 janvier 1850 - 10 janvier 1928) est un évangéliste protestant et activiste politique japonais, fondateur et premier président de l'université Tōhoku gakuin.

## Biographie
Oshikawa Masayoshi est né en 1850 dans la province d'Iyo (actuelle préfecture d'Ehime). Il est le troisième fils de la famille Hashimoto de la classe des samouraïs et est adopté à l'âge de onze ans par la famille Oshikawa. Dans la tradition d'adoption féodale japonaise, le fils devient généralement le gendre si le père a une fille comme c'est le cas dans cette adoption. À 18 ans, il épouse Tsune, la fille d'Oshikawa Masayuke. Le père est farouchement opposé à tout ce qui est étranger et, en raison de cette opposition familiale, il n'a vu sa femme que deux fois au cours des neuf années qui suivent sa conversion ultérieure. Un an après son mariage, il est envoyé à Tokyo par un seigneur féodal pour suivre des études. Il étudie d'abord les sciences occidentales à l'école Kaisei gakkō, ancêtre de l'université de Tokyo. Après trois ans, il s'installe à Yokohama pour acquérir une meilleure connaissance de l'anglais et étudie auprès de missionnaires chrétiens, dont Samuel Robbins Brown et J.H. Balogh, dans une école d'anglais, la Yokokhama Shubunkan.
Pendant son séjour à Yokohama, il se convertit au christianisme en 1872 et commence un travail missionnaire, fondant l'Église du Christ au Japon (en), la première église protestante du pays. Au moment de sa conversion, il n'y a que six protestants connus au Japon. Alors qu'il prêche à Niigata, la ville est en grande partie détruite par un incendie en 1878. Ayant visité Sendai deux fois au cours de l'année précédente, il s'y installe en 1879. La première année est difficile. Beaucoup dans la ville sont hostiles aux « réunions de Jésus » et il ne peut pas louer de maison pour celles-ci. La religion est ressentie localement comme réservée aux femmes et aux enfants. En 1881, il y a 45 membres de l'église et une grande maison louée pour les réunions. En 1885, il y a trois églises et 200 chrétiens à Sendai Le travail est non confessionnel et il n'y a pas de mission, mais les dons des chrétiens locaux ne sont pas suffisants pour étendre le travail local. Il fait la rencontre de William Edwin Hoy (en), un missionnaire de l'Église réformée aux États-Unis (en) à Tokyo en 1885 et l'invite à Sendai. En 1886, ils cofondent l'école de théologie de Sendai pour former des pasteurs chrétiens, sous l'égide de l'Église réformée. Malgré l'opposition et à partir d'une première classe de six étudiants, l'école prospère et, en 1892, elle compte 17 étudiants en théologie et 133 autres étudiants. Elle devient l'université Tōhoku gakuin et Oshikawa Masayoshi en est le premier président. Dès 1909, elle est reconnue comme l'une des institutions chrétiennes les plus influentes du pays. En 1886, il fonde l'université pour femmes Miyagi Gakuin (en). En 1887, Oshikawa est élu premier président de la chaire presbytérienne de Miyagi, couvrant le territoire de tout le nord du Japon, y compris Hokkaidō. La même année, il fonde une communauté agricole chrétienne sur cette île dans le but de créer éventuellement une université chrétienne mais le groupe sera dissous 14 ans plus tard. Activement impliqué dans des activités évangéliques dans plusieurs endroits, il démissionne de son poste de président de Tōhoku gakuin en 1891 .
En 1883, avec Tsuda Sen, il est le premier missionnaire chrétien japonais en Corée. C'est la décennie précédant l'expansion coloniale officielle du Japon et cela semble motivé par un cosmopolitisme transnational chrétien. Il voit la mission étrangère des chrétiens japonais comme une extension de l'activité missionnaire chrétienne « occidentale » au Japon. Pour lui, la mission est une « obligation ». En 1894, avec d'autres chrétiens, il crée la Société d'éducation du Grand Japon à l'étranger, une organisation strictement chrétienne. Avec Tsuda Sen, ils créent des écoles de langue japonaise en Corée. Bien que chrétien et éducatif dans la mission, « on ne peut nier [...] que la création de ces écoles a été la pierre angulaire de l'influence japonaise en Corée ». Les activités ultérieures vont au-delà de la mission chrétienne et il intervient activement dans la politique asiatique contre l'oppression politique en Asie. Il soutient les Philippines d'Emilio Aguinaldo dans la guerre américano-philippine et le mouvement indépendantiste mongol (en). En 1918, il critique le peuple japonais pour sa négligence de la responsabilité du Japon d'améliorer les sociétés asiatiques.
Il a deux fils, Shunrō, écrivain pionnier de la science-fiction au Japon, et Kiyoshi, fondateur de la première équipe de baseball professionnelle au Japon.